# Копальня Костаназа
Копальня Костаназа (Логросан) — гірничодобувне підприємство, яке діяло в іспанському фосфоритоносному басейні Естремадура.
Видобуток фосфатів у Логросані почали в 1863 році та вели відкритим способом. Окрім спільної для всіх копалень Естремадури проблеми високої вартості вивезення продукції (через відсутність доступу до залізниць або зручних водних шляхів), на гірничу діяльність у Логросані впливав затяжний судовий спір щодо прав на розробку покладів. У 1877 році видобуток припинили.
Другий етап робіт стартував в 1907 році для розробки жили Костаназа (Costanaza), при цьому тепер роботи велись підземним способом. Первісно почався розвиток шахти (стовбуру) «Марія», яка в підсумку досягнула глибини 167 метрів. Згодом також додалася шахта «Магдалена», що дісталась глибини у 210 метрів. Перший час шахтний водовідлив здійснювали за допомогою коней і лише в 1917 році запустили перший електрогенератор для механізації як цього процесу, так і для приведення в дію відбійних молотків.
Фосфорити зі вмістом трикальційфосфату понад 60 % (понад 29 % P2O5) відправляли на завод з виробництва добрив у Саламанці (дещо менше ніж за дві сотні кілометрів на північ), при цьому відомо, що за десятилітньою угодою від 1912 року копальня мала постачати на завод у Саламанці по 8 тисяч тонн фосфоритів на рік.
У 1923 році копальня перейшла до нового власника, який спрямував її продукцію на завод суперфосфату у Вільянуева-де-ла-Серена (пів сотні кілометрів на південний захід). При цьому в Логросані облаштували ще одне пов'язане з гірничою галуззю виробництво — завод сульфатної кислоти, яку отримували шляхом спалювання піритів. Зазначена кислота була необхідна майданчику у Вільянуева-де-ла-Серена, оскільки саме її впливом на фосфорити й отримували суперфосфат. Втім, уже в 1928 році завод кислоти згорів. В якийсь момент виробництво суперфосфату запустили у самом Логросані, так, станом на середину 1950-х за цим майданчиком рахувалась потужність на рівні 20 тисяч тонн суперфосфату на рік. 
Протягом усієї історії копальні Логросан витратне вивезення продукції залишалося найбільшою проблемою (є відомості, що в 1920-х роках при перевезенні фосфоритів до Саламанки транспортні витрати становили в собівартості 63 %). На першій ділянці до 1916 року взагалі вивозили продукцію возами, після чого їх замінили п'ятитонними вантажівками. У 1926 році почали спорудження залізниці, яка мала пройти від Вільянуева-де-ла-Серена через Логросан до Талавера-де-ла-Рейна, проте з початком Громадянської війни роботи на цьому проєкті припинили (остаточно проєкт залізниці закрили в 1962 році, коли залишалось добудувати лише близько двох десятків кілометрів).
У підсумку висока собівартість на тлі конкуренції фосфоритів з Північної Африки призвела в 1943 році (за іншими даними — в 1944) до зупинки робіт копальні Костаназа і повного закриття підприємства в 1946 році.
З 2009 року шахта Костаназа перетворена на музей. При цьому з 2007 року створена туристична залізниця Вільянуева-де-ла-Серена — Логросан завдовжки 56 км, що повторює трасу недобудованої залізниці XX століття.